# Мендеш Леал, Жозе
Жозе́ да Си́лва Ме́ндеш Леа́л (порт. José da Silva Mendes Leal, 18 октября 1818 или 1820, Лиссабон — 22 августа 1886, Синтра) — португальский писатель, поэт, драматург, публицист, переводчик, журналист, историк дипломат, политик. Считается представителем ультра-романтизма, но при этом и одним из основоположников португальского буржуазного реализма; более всего известен как драматург — в особенности после постановки в 1839 году его пьесы O Homem da Máscara Negra.

## Биография
Родился в семье бедного пианиста и учителя музыки. Учился сначала у местного священника, затем в школе при монастыре Сан-Висенте-де-Фора, окончил также Морскую и Торговую академию. Его отец хотел, чтобы он стал священником, но в 1836 году Мендеш Леал порвал с ним и поступил в том же году на работу во вновь образованную Национальную библиотеку, позже обратился к журналистике. На протяжении своей жизни был сотрудником Revista Universal, O Panorama и целого ряда других изданий, директором Национальной библиотеки Лиссабона (с 1850 года), депутатом (впервые избрался в парламент в 1851 году) и затем министром в правительстве Кошта Кабрала, послом Португалии в Мадриде (с 24 октября 1871 года) и Париже (с 13 апреля 1874 года, откуда был переведён из Мадрида, до 27 июля 1883 года, когда снова был назначен послом в Мадриде и служил там до начала 1886 года). Литературной деятельностью массово начал заниматься в начале 1840-х годов. Состоял в масонской ложе. За свои заслуги был награждён большим крестом Ордена Башни и Меча.
Основной мотив всего творчества Мендеша Леала — патриотизм и прославление прошлого Португалии. В своих задушевных стихотворениях он воспевал традиции и верования своей родины; многие из них основаны на старинных легендах. Особенно известны «A alcachobra», разрабатывающее старинное народное поверье, «No alto do Asuda», считающееся образцом описательной поэзии, и наиболее популярное из всех его стихотворений — «О pavilhão o negro» («Черный флаг»). Писал также поэмы («Ave Caesar», «Napoleon no Kremlin» — о походе Наполеона в Россию) комедии, бытовые драмы (всего им написано более 60 драм: «Os homens de marmora» («Мраморные люди»), «Pedro», «A Escala social» («Общественная лестница») и другие), романы (наиболее известные — «Calavar», написанный на исторический сюжет, «Os mosqueteiros da Africa», «A Senhora de Valdemil», представляющий собой широкую картину нравов современной ему Португалии, и «Um sonho de vida»). В качестве слабой стороны его творчества иногда указывалась чрезмерная плодовитость.